# Mierzęcin, Tỉnh West Pomeranian
Mierzęcin [mjɛˈʐɛnt͡ɕin] là một ngôi làng thuộc khu hành chính của Gmina Wolin, thuộc quận Kamień, West Pomeranian Voivodeship, ở phía tây bắc Ba Lan. Nó nằm khoảng 7 kilômét (4 mi) phía đông của Wolin, 17 km (11 mi)  phía nam Kamień Pomorski và 47 km (29 mi)  phía bắc thủ đô khu vực Szczecin.

## Cư dân đáng chú ý
- Heino Heinrich Graf von Flemming (1632 cường1706), Nguyên soái